# イスラム協会 (バングラデシュ)
イスラム協会（イスラムきょうかい、Jamaat-e-Islami Bangladesh, JI）は、バングラデシュ最大のイスラム政党であり、主要政党のひとつである。
インド独立前の1941年にサイード・アブイ・アラ・マウドゥディによって結党された。1947年のインド・パキスタン分離独立後、マウドゥディはパキスタンに移住し、イスラム協会はパキスタンの政党として出発した。現在のバングラデシュのイスラム協会はこの政党に起源を有しており、1971年独立時に結成された。イスラム協会は、パキスタンからの独立戦争（バングラデシュ独立戦争、第三次印パ戦争）のときにパキスタンの協力者（コラボレイター）を多く出したため、今日でも親パキスタンの政治的烙印を免れていない。2001年の総選挙では、国会に18議席（300議席中）を獲得し、4政党による連立政権に加わり2人の閣僚を出すなどしたが、2013年には、独立時の幹部4人が戦争犯罪を問われ死刑や終身刑の判決を受けたほか、世俗主義を定めたバングラデシュの憲法に違反するとして政党登録を違法とする高裁判決を受けている。
イスラム協会はイスラム原理主義勢力に属し、しかし過激なテロ行為などは行わず合法的活動でイスラム国家樹立を目指している。イスラム協会は、倫理的・平和的・建設的・民主的・合憲的手段によってイスラム的社会秩序を持った国家を建設することを目標に掲げている。